# Aluminose
Unter einer Aluminose (auch Aluminiumstaublunge) versteht man pathologische Veränderungen der Lunge, die durch eine chronische Exposition gegenüber Aluminiumoxidrauch oder -staub entstehen. Die Aluminose gehört zu den Pneumokoniosen und ist eine entschädigungspflichtige Berufskrankheit.

## Pathophysiologie
Die Aluminiumoxid-Partikel treten in direkte Wechselwirkung mit den Zellmembranen des Lungengewebes. Nach ihrer Deposition in den Lungenbläschen (Alveolen) führen die Partikel zu einer gesteigerten Fibroblastenaktivität und damit zum schrittweisen Gewebeumbau des Parenchyms der Lunge. Die Gefährdung wächst mit der Zunahme des alveolengängigen Anteils der Staubfraktion und mit der Expositionszeit.

## Verlauf
Mit einer Latenz von etwa 10–20 Jahren führt die Einatmung von Aluminiumoxidstaub zu einer fortschreitenden, diffusen interstitiellen Lungenfibrose mit Tendenz zur Schrumpfung. Das Ausmaß der Erkrankung ist individuell sehr unterschiedlich. Die Aluminose endet oft in einer restriktiven Ventilationsstörung. Zu den Spätfolgen zählt potentiell auch das Bronchialkarzinom (Lungenkrebs).